# کوشیهاشی ماساکوره
کوشیهاشی ماساکوره (به ژاپنی: 櫛橋 政伊 くしはし まさこれ); تولد نامشخص – ۲۱ سپتامبر ۱۵۷۸) یک سامورایی در دوره سنگوکو و آخرین صاحب قلعه شیکاتا بود. او به عنوان پسر کوشیهاشی کوره‌سادا، ارباب قلعه شیکاتا در ولایت هاریما به دنیا آمد. خواهر او کوشیهاشی ترو تنها همسر دایمیو کورودا یوشیتاکا بود. یک خواهر دیگر به نام میوجواین-نی (همسر کوزوکی کاگه‌سادا 上月 景貞 こうづき かげさだ) صاحب قلعه کوزوکی و یک خواهر کوچکتر، همسر اینواوئه یوکیفوسا داشت.